# Sindur
Sindur is een bestuurslaag in het regentschap Prabumulih van de provincie Zuid-Sumatra, Indonesië. Sindur telt 1932 inwoners (volkstelling 2010).